# Antología de la literatura guineana
Antología de la literatura guineana – antologia literacka poświęcona autorom z Gwinei Równikowej opublikowana w 1984.
Wydana w Madrycie, ma 211 stron. Została zestawiona i poprzedzona wstępem przez Donato Ndongo-Bidyogo, zawiera prace 25 autorów, zarówno tych tworzących w kraju jak i tych związanych głównie ze środowiskami emigracyjnymi. Stara się zaprezentować możliwie szeroki przekrój rodzimej literatury gwinejskiej, od jej wciąż jeszcze kolonialnych początków aż do pierwszych lat po obaleniu prezydenta Francisco Macíasa Nguemy, tak prozę jak i poezję. Uwzględnia także skomplikowaną sytuację etniczną kraju, dając głos twórcom z większości znaczących grup etnicznych kraju, także tym wcześniej niepublikowanym. 
Była pierwszą pracą tego typu. Wskazuje się, że walnie przyczyniła się do powstania odrębnej, swoistej literatury narodowej. Z tego powodu nazywana bywa jej tekstem założycielskim. Przełamała również, przynajmniej do pewnego stopnia, nieobecność Gwinei Równikowej w dyskursie krytycznym na temat postkolonialnej literatury afrykańskiej. Dała również znaczący impuls badaniom nad hiszpańskojęzyczną literaturą gwinejską jako taką.
Doczekała się drugiej i trzeciej edycji. Literatura de Guinea Ecuatorial, poszerzona o sylwetki autorów, którzy debiutowali w latach 90., ukazała się w 2000. Nueva Antología de la literatura de Guinea Ecuatorial, uzupełniona o twórców o generację młodszych ujrzała światło dzienne natomiast w 2012. Do zapoczątkowanej przez nią tradycji nawiązuje również Nuevas voces de la literatura de Guinea Ecuatorial. Antología (2008-2018) (2019) zredagowana przez Juana Riochí Siafę. 

## Niektórzy autorzy antologii
- Raquel Ilonbé
- María Nsué Angüe
- Donato Ndongo-Bidyogo
- Juan Balboa Boneke
- Julián-Bibang Bibang Oyee
- Constantino Ocha'a Mve Bengobesama
- Anacleto Oló Mibuy
- Francisco Zamora Loboch
- Leoncio Evita Enoy[16]